# Malá vodní elektrárna Husinec
Malá vodní elektrárna Husinec byla vybudována pod hrází vodní nádrže Husinec na 57,9 km řeky Blanici poblíž Husince v okrese Prachatice v Jihočeském kraji. 

## Charakteristiky
Spád činí maximálně 26 m a průměrně 17 m. Instalována je Kaplanova turbína z ČKD Blansko o celkovém výkonu 630 kW. Výrobu elektrické energie zabezpečuje osmi pólový synchronní generátor od firmy Otto Bartholdi AG s výkonem 680 kVA. Řídící systémem je GE FANUC. V provozu je od roku 1953, přičemž k poslednímu spuštění došlo po opravě v roce 1999. Provozovatelem je společnost AQUA Energie s.r.o. z Hamrů nedaleko Nýrska, s níž je možné domluvit návštěvu. Ročně vyrobí přibližně 1800 MWh. Elektrárna má celoroční bezobslužný provoz s občasným dozorem. Další opravy byly provedeny v roce 2000, 2013 a v roce 2017 byla modernizována strojovna.